# Cell to Singularity
Cell to Singularity este un joc video, lansat de Computer Lunch. Acest joc video educă persoanele despre subiecte cum ar fi istorie și biologie. O explorare a evoluției, naturalismului și civilizației, jocul folosește mecanica pentru a ajuta jucătorii să învețe despre știință și istorie. Cell to Singularity este un exemplu de joc care folosește modelul freemium; în timp ce jocul este gratuit și poate fi jucat fără a cheltui bani, jucătorii pot cumpăra „boosturi” (ajutoare) speciale sau monede în joc care îi vor ajuta să treacă la niveluri dificile.